# خير أباد (جهاد أباد كرمان)
خیر أباد (بالفارسية: خیرآباد) هي قرية تقع في إيران في البلدة المركزية. يقدر عدد سكانها بـ 589 نسمة بحسب إحصاء 2016.